# Islandia en el Festival de la Canción de Eurovisión 1996
Islandia participó en el Festival de la Canción de Eurovisión 1996 en Oslo, Noruega, con la canción "Sjúbídú", interpretada por Anna Mjöll, compuesta y escrita por la propia cantante y Ólafur Gaukur. La representante islandesa fue escogida internamente por la RÚV. Islandia obtuvo el 13.º puesto el sábado 18 de mayo de 1996.

## Antes de Eurovisión
Al igual que el año anterior, se decidió seleccionar a la candidata y canción para el festival mediante una elección interna. Se eligió a la cantante Anna Mjöll con la canción "Sjúbídú".

## En Eurovisión
En el Festival de la Canción de Eurovisión, Islandia tuvo que actuar en 19° lugar, después de Finlandia y antes de Polonia. Al final de las votaciones resultó que Mjöll había terminado en el puesto 13 con 51 puntos.

### Puntos otorgados a Islandia
| Final     | Final     | Final                       | Final    | Final                            |
| 12 puntos | 10 puntos | 8 puntos                    | 7 puntos | 6 puntos                         |
| --------- | --------- | --------------------------- | -------- | -------------------------------- |
|           | - Irlanda | - Estonia                   |          | - Austria - Eslovenia - Portugal |
| 5 puntos  | 4 puntos  | 3 puntos                    | 2 puntos | 1 punto                          |
| - Noruega |           | - España - Grecia - Polonia |          | - Eslovaquia                     |

### Puntos otorgados por Islandia
| Final     | Final        |
| --------- | ------------ |
| 12 puntos | Estonia      |
| 10 puntos | Portugal     |
| 8 puntos  | Noruega      |
| 7 puntos  | Finlandia    |
| 6 puntos  | Suecia       |
| 5 puntos  | Croacia      |
| 4 puntos  | Reino Unido  |
| 3 puntos  | Suiza        |
| 2 puntos  | Países Bajos |
| 1 punto   | Eslovenia    |